# Geländereiten

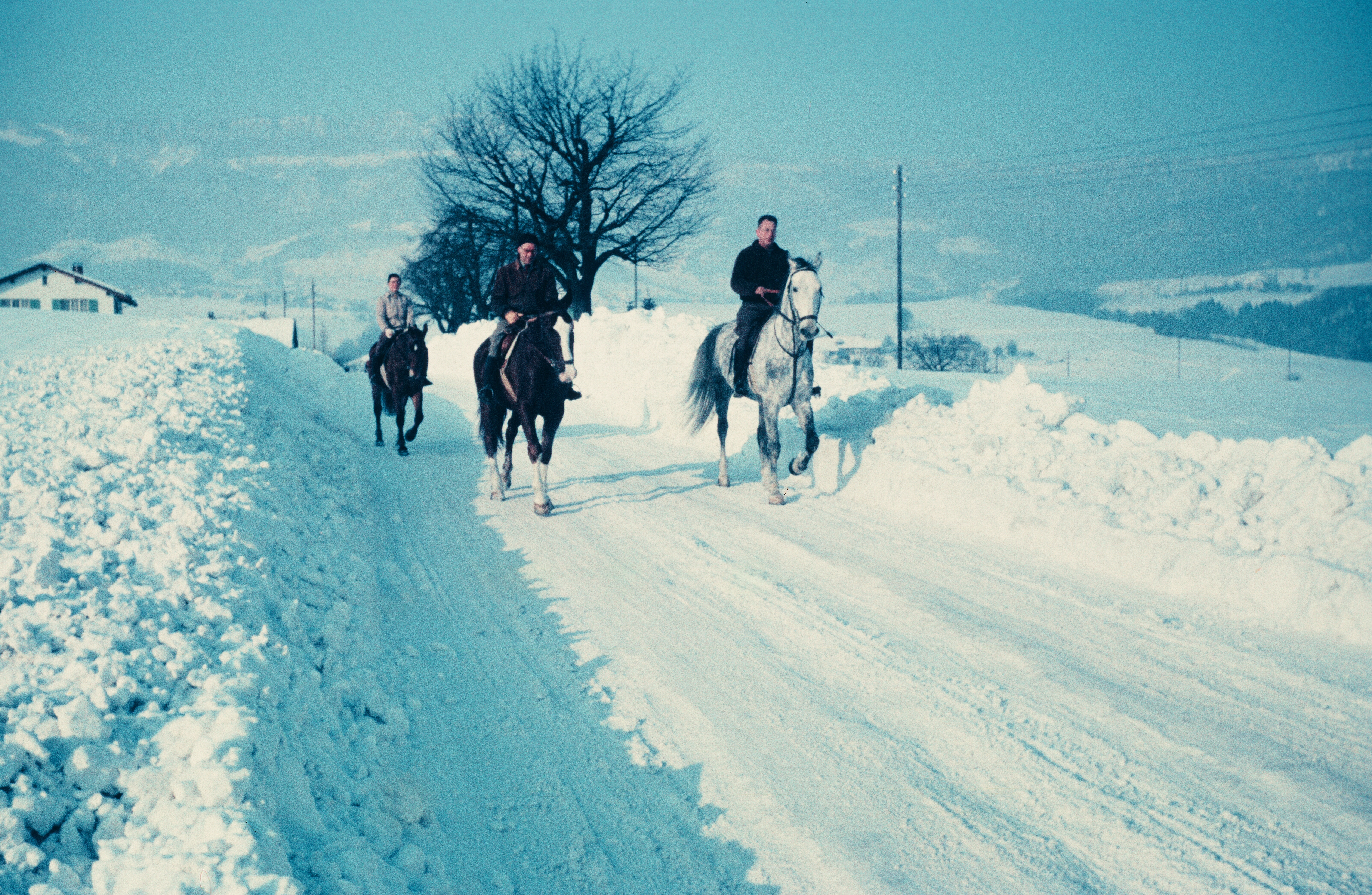
Ausritt auf Schnee

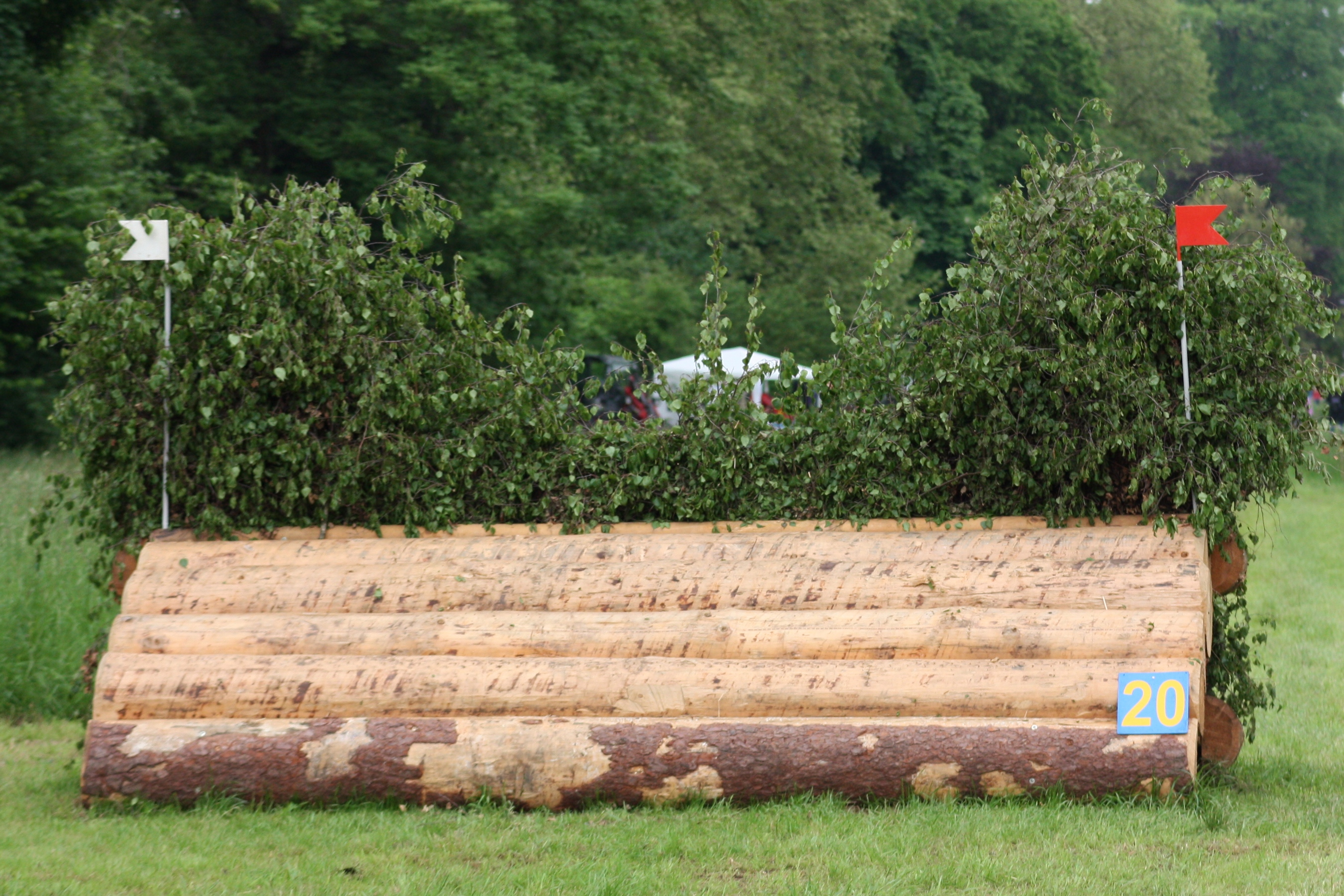
Hindernis beim Geländeritt im Rahmen der Vielseitigkeit am Internationalen Pfingstturnier Wiesbaden 2013

Unter Geländereiten versteht man die Fortbewegung zu Pferd in offenem Gelände außerhalb eines eingezäunten Reitplatzes. Der Begriff wird mit zwei Bedeutungen verwendet.
Der Geländeritt ist zum einen eine Teildisziplin des Vielseitigkeitsreitens, bei der die Reiter über eine längere Strecke auf Zeit  über Hindernisse reitet.
Das Vielseitigkeitsreiten ist eine Sportdisziplin, die ihr Reglement durch die FEI und die Nationalen Reitverbände (FN) erfährt.
Geländereiten bezeichnet ursprünglich Ausritte mit dem Pferd, sei es bei Tagesritten, wie auch bei längeren Wanderritten unter dem Aspekt der Erholung und dem Genuss der Natur. Das Geländereiten in dieser Form wird seit 1973 durch die Vereinigung der Freizeitreiter und -fahrer in Deutschland (VFD) vertreten und gefördert.
In der klassischen Reitlehre gehört das Geländereiten zu den wesentlichen Elementen der Remonten-Ausbildung.

## Abzeichen im Geländereiten
Es gibt verschiedene Abzeichen, die man im Geländereiten erreichen kann.
Der Deutschen Reiterlichen Vereinigung (FN) folgend, sind es:
- Der deutsche Reiterpass: Der Reiter besitzt ausreichend theoretische Kenntnisse und kann ein geeignetes Pferd sicher im Gelände unter dem Sattel vorstellen.

- Abzeichen im Wanderreiten 1: Der Reiter legt mit dem Pferd längere Strecken zurück, beispielsweise längere Ausritte oder Tagesritte. Er muss die Einsatzfähigkeit des Pferdes beurteilen können und sicherheitsorientiertes Vorgehen und richtiges Handeln in Notsituationen beherrschen.
- Abzeichen im Wanderreiten 2: Kenntnisse aus Stufe 1 werden vertieft, der Reiter kann mit dem Pferd mehrtägige Ritte durchführen und beherrscht grundlegende Fähigkeiten in der Planung von Wanderritten.

- Abzeichen im Jagdreiten 1: Der Reiter besitzt grundlegende Kenntnisse für die Teilnahme an einer Jagd im springenden Feld, kann die Eignung der Pferde beurteilen und beherrscht sicherheitsorientiertes Verhalten und das Verhalten in Notfällen.
- Abzeichen im Jagdreiten 2: Kenntnisse aus Stufe 1 werden vertieft, der Reiter hat grundlegende Fertigkeiten zur Planung einer Jagd und ist zum Einsatz im Feld als Pikör fähig.

- Abzeichen im Distanzreiten 1: Der Reiter nimmt an kurzen Distanzritten teil, kann die Eignung des Pferdes beurteilen und beherrscht das Vorgehen in Notsituationen.
- Abzeichen im Distanzreiten 2: Die Kenntnisse aus Stufe 1 werden vertieft, der Reiter nimmt an mittleren Distanzritten teil und will sich auf längere Ritte vorbereiten. Er besitzt grundlegende Fertigkeiten zur Planung längerer Ritte.
- Abzeichen im Distanzreiten 3: Die Kenntnisse aus Stufe 1 und 2 werden vertieft.[1]